# George Reginald Balleine
George Reginald Balleine (1873–1966) est un religieux, historien et écrivain jersiais des XIXe et XXe siècles.

## Biographie
Fils du Doyen de Jersey, George Orange Balleine naît à Oxford, et est éduqué par son père dans la maison familiale jusqu'en 1885, date à laquelle il part habiter chez son grand-père à Jersey. Il y suis des cours à l'école élémentaire de Saint-Aubin jusqu'en 1886, avant d'entrer au Victoria College. Élève appliqué, il y remporte un prix d'excellence en histoire, le Queen's History Prize. Il quitte l'île en 1891, pour aller étudier au Queen's College d'Oxford, et obtient un diplôme en Histoire moderne avec mention (2nd class degree). En 1886, il est ordonné diacre dans l'Église d'Angleterre et, en 1897, il est ordonné prêtre. Curé de St Mary's Whitechapel, puis de St Paul, à Penge en banlieue de Londres. Il est nommé Secrétaire Métropolitain de la Church Pastoral Aid Society en 1904, puis vicaire de St James, Bermondsey en 1908. En 1925, il est nommé doyan rural de Bermondsey. Il reste sur place jusqu'à sa retraite en 1938, date à laquelle il retourne à Jersey où il avait hérité une maison de son oncle. Pendant l'Occupation allemande des îles de la Manche, il est conservateur honoraire à la Société Jersiaise, curé à l'église de St Aubin on the Hill.
Il décède en 1966, et est enterré dans le cimetière de l'église de Saint-Brélade.